# Región de Tabora
Tabora es una de las treintaiuna regiones administrativas en las que se encuentra dividida la República Unida de Tanzania. Su capital es la ciudad de Tabora (308.741 habitantes, según el censo de 2022).

## Localización
Se ubica en el centro-oeste del país y tiene los siguientes límites:
| Noroeste: Región de Geita  | Norte: Región de Shinyanga              | Noreste: Región de Shinyanga |
| Oeste: Región de Kigoma    |                                         | Este: Región de Singida      |
| Suroeste: Región de Katavi | Sur: Región de Songwe y región de Mbeya | Sureste: Región de Singida   |

## Subdivisiones
Esta región se encuentra subdividida internamente en 7 valiatos (población en 2012):

Valiatos de Tabora.

- Igunga (399 727 habitantes)
- Kaliua (393 358 habitantes)
- Nzega (502 252 habitantes)
- Sikonge (179 883 habitantes)
- Ciudad de Tabora (226 999 habitantes)
- Urambo (192 781 habitantes)
- Uyui (396 623 habitantes)

## Territorio y población
La región de Tabora ocupa una superficie de 76.151 kilómetros cuadrados. Su población, según el censo de 2022, era de 3.391.679 personas. La densidad poblacional es, consecuentemente, de 44'53 habitantes por kilómetro cuadrado.